# Clubiona yoshidai
Clubiona yoshidai är en spindelart som beskrevs av Hayashi 1989. Clubiona yoshidai ingår i släktet Clubiona och familjen säckspindlar. Inga underarter finns listade i Catalogue of Life.